# Ouled Youssef
Ouled Youssef  (in arabo أولاد يوسف‎?) è un centro abitato e comune rurale del Marocco situato nella provincia di Béni Mellal, regione di Béni Mellal-Khénifra. Conta una popolazione di 14 596 abitanti (censimento 2014).